# Nékor (municipio)
Nékor (en árabe: نكور‎, en francés: Nekkour) es un municipio marroquí en la región de Tánger-Tetuán-Alhucemas. Desde 1912 hasta 1956 perteneció a la zona norte del Protectorado español de Marruecos.

## Organización administrativa
Está formado por 3 localidades: 
- Imenut[2] (en árabe: منود‎, en francés: Mnoud) (capital)
- Bujelef
- Tasograt